# Элсмир (озеро)
Элсмир (англ. Lake Ellesmere) — озеро на острове Южный в Новой Зеландии. Находится на территории региона Кентербери.
Элсмир представляет собой широкое, неглубокое озеро, расположенное к западу от полуострова Банкс и отделённое от вод Тихого океана узкой полоской суши под названием Каиторете-Спит. Она имеет длину в 28 км и образовалась около 6 тысяч лет из гравия, смываемого с берегов реки Ракаиа, впадающей в озеро. Хотя Элсмир не соединён естественным путём с водами Тихого океана, он напоминает прибрежную лагуну. При этом для регулирования уровня воды в озере несколько раз в год в Каиторете-Спит проделываются небольшие каналы, связывающие Элсмир с Тихим океаном.
Общая площадь озера составляет 180 км², что делает его крупнейшим озером Кентербери и пятым по площади озером Новой Зеландии. Длина Элсмира достигает 23 км, а ширина — 13 км. Средняя же глубина составляет всего 2 м. В озеро впадает река Селуин и многочисленные ручьи.
Местная орнитофауна отличается большим разнообразием: на озере обнаружено свыше 150 видов птиц, из которых 133 являются коренными видами. Вокруг Элсмира создано несколько заповедников.
Традиционное маорийское название Элсмира — Те-Уаихора (маори Te Waihora). В переводе с языка маори оно означает «широкие воды».